# Гейл (Вісконсин)
Гейл (англ. Hale) — місто (англ. town) в США, в окрузі Тремполо штату Вісконсин. Населення — 1061 особа (2020).

## Демографія
Згідно з переписом 2010 року, у місті мешкало 1037 осіб у 394 домогосподарствах у складі 290 родин. Було 420 помешкань
Расовий склад населення:
| - 97,0 % — білих - 1,3 % — азіатів - 0,2 % — корінних американців - 0,2 % — чорних або афроамериканців |

До двох чи більше рас належало 1,0 %. Частка іспаномовних становила 0,9 % від усіх жителів.
За віковим діапазоном населення розподілялося таким чином: 25,6 % — особи молодші 18 років, 61,0 % — особи у віці 18—64 років, 13,4 % — особи у віці 65 років та старші. Медіана віку мешканця становила 41,3 року. На 100 осіб жіночої статі у місті припадало 110,3 чоловіків; на 100 жінок у віці від 18 років та старших — 110,4 чоловіків також старших 18 років.
Середній дохід на одне домашнє господарство становив 79 714 долари США (медіана — 58 750), а середній дохід на одну сім'ю — 90 743 долари (медіана — 72 813). Медіана доходів становила 43 889 доларів для чоловіків та 31 955 доларів для жінок. За межею бідності перебувало 4,3 % осіб, у тому числі 6,5 % дітей у віці до 18 років та 5,6 % осіб у віці 65 років та старших.
Цивільне працевлаштоване населення становило 531 особа. Основні галузі зайнятості: освіта, охорона здоров'я та соціальна допомога — 18,8 %, виробництво — 18,6 %, сільське господарство, лісництво, риболовля — 15,1 %, роздрібна торгівля — 13,0 %.